# Powiat Kolberg-Körlin

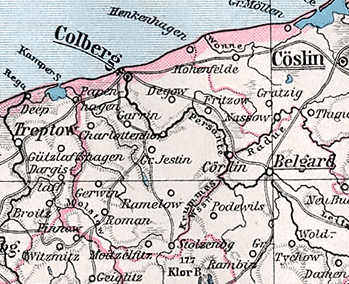
Mapa powiatu Kolberg-Körlin z 1905 r.

Powiat Kolberg-Körlin, Powiat Colberg-Cörlin (niem. Landkreis Kolberg-Körlin, Kreis Kolberg-Körlin, Kreis Colberg-Cörlin; pol. powiat kołobrzesko-karliński) – dawny powiat na terenie kolejno Prus, Cesarstwa Niemieckiego, Republiki Weimarskiej oraz III Rzeszy, istniejący od 1872 do 1945. Należał do rejencji koszalińskiej, w prowincji Pomorze. Teren dawnego powiatu leży obecnie w Polsce, w województwie zachodniopomorskim.
Powstał w 1872 r. wskutek reformy administracyjnej dzielącej powiat Fürstenthum (dawny obszar księstwa biskupów kamieńskich) na powiaty: Colberg-Cörlin, Bublitz (istniejący do 1932) oraz Cöslin (w 1923 wydzielono z niego miasto Köslin),
W 1920 wydzielono z obszaru powiatu gminę miejską (Stadtgemeinde) Kolberg tworząc powiat grodzki (Stadtkreis Kolberg).
Wiosną 1945 obszar powiatu został opanowany przez Armię Czerwoną. Po zakończeniu II wojny światowej przypadł Polsce, która wprowadziła nazwę powiat kołobrzeski nie zmieniając znacząco jego granic.

## Podział administracyjny
Do 1920 na terenie powiatu znajdowały się dwa miasta: Kolberg i Körlin, od których powiat wziął nazwę. W 1929 powiat liczył jedno miasto (Körlin) i 78 gmin wiejskich (trzeba jednak zauważyć, że niemiecka Gemeinde to bardziej odpowiednik polskiego sołectwa). W 1932 powiat dzielił się na 21 okręgów (Amtsbezirke - odpowiednik polskiej gminy).
Starostwo powiatowe (landratura) mieściło się w Kolbergu (budynek zachowany do dziś).

### Miasta
1. Körlin z Forsthaus Stadtwald, Hühnerheide, Stadtholzkaten i Vorwerk Körlin (Karlino z Dębolasem, Witolubiem, Krzywopłotami i Karlinkiem)

### Gminy
1. Altbork (Stary Borek)
2. Alt Tramm (Stramnica)
3. Alt Werder (Korzystno)
4. Baldekow (Białokury)
5. Bartin (Bardy)
6. Bodenhagen (Bagicz)
7. Bogenthin (Bogucino)
8. Bullenwinkel (Mirocice)
9. Büssow (Byszewo)
10. Damgardt (Dębogard)
11. Damitz (Dębica)
12. Dassow z Hoppekathen (Daszewo z Brzeźnem)
13. Degow (Dygowo)
14. Drenow (Drzonowo)
15. Drosedow (Drozdowo)
16. Eickstedtswalde (Dargocice)
17. Fritzow (Wrzosowo)
18. Gandelin z Vandüz (Kędrzyno z Wędzicami)
19. Ganzkow (Gąskowo)
20. Garchen (Garnki)
21. Garrin (Charzyno)
22. Gervin (Gorawino)
23. Gribow (Grzybowo)
24. Groß Jestin (Gościno)
25. Henkenhagen (Ustronie Morskie)
26. Jaasde (Jazy)
27. Jarchow (Jarkowo)
28. Karvin z Dumzin (Karwin z Domacynem)
29. Kerstin z Fuchsmühle i Johannesthal (Karścino z Lisinami i Wietszynem)
30. Klein Jestin (Gościnko)
31. Kolberger Deep (Dźwirzyno)
32. Kölpin Kiełpino
33. Kowanz z Neu Kowanz (Kowańcz z Chotyniem)
34. Leikow (Łykowo)
35. Lestin (Leszczyn)
36. Lübchow (Lubiechowo)
37. Mallnow z Koseeger i Kruckenbeck (Malonowo z Kozią Górą i Krukowem)
38. Mechenthin (Miechęcino)
39. Mohrow (Morowo)
40. Moitzelfitz (Mysłowice)
41. Naugard (Nowogardek)
42. Necknin (Niekanin)
43. Nehmer (Niemierze)
44. Nessin (Nieżyn)
45. Neubork (Nowy Borek)
46. Neurese z Justinenthal (Unieradz z Izdebnem)
47. Neu Tramm (Stramniczka)
48. Neu Werder (Korzyścienko)
49. Peterfitz (Piotrowice)
50. Petersfelde z Dryhn i Meierei (Poradz z Drzeniem i Kaliną)
51. Petershagen (Powalice)
52. Pobloth (Pobłocie Wielkie)
53. Poldemin (Połomino)
54. Prettmin (Przećmino)
55. Quetzin (Kukinia)
56. Rabuhn (Robuń)
57. Ramelow (Ramlewo
58. Reselkow (Rzesznikowo)
59. Rogzow (Rokosowo)
60. Roman (Rymań)
61. Rossenthin z Kautzenberg (Rościęcino z Bezprawiem)
62. Rützow (Rusowo)
63. Rüwolsdorf (Ubysławice)
64. Schleps (Stare Ślepce)
65. Schötzow (Skoczów)
66. Schwedt (Świecie Kołobrzeskie)
67. Seefeld (Ołużna)
68. Sellnow (Zieleniewo)
69. Semmerow (Ząbrowo)
70. Simötzel (Siemyśl)
71. Spie z Baselerskaten (Błotnica z Budzimskimi)
72. Sternin (Starnin)
73. Stöckow (Stojkowo)
74. Stolzenberg (Sławoborze)
75. Wartekow z Karkow (Wartkowo z Karkowem)
76. Wobrow )Obroty)
77. Zernin (Czernin)
78. Zwilipp (Świelubie)